# ヨハネス・R・ベッヒャー
ヨハネス・ロベルト・ベッヒャー（独: Johannes Robert Becher, 本名：ハンス・ロベルト・ベッヒャー, 1891年5月22日 - 1958年10月11日）は、ミュンヘン生まれのドイツの表現主義詩人、東ドイツ文化連盟の初議長で、文化省の初代大臣でもあった政治家。東ドイツ国歌の作詞家として有名。

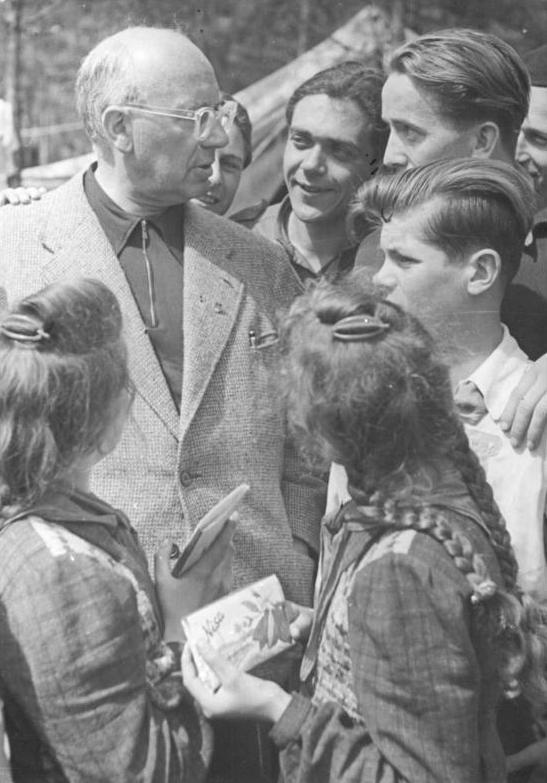
若者たちに囲まれるヨハネス・R・ベッヒャー (1951)

## 生涯

### 幼年・青年時代

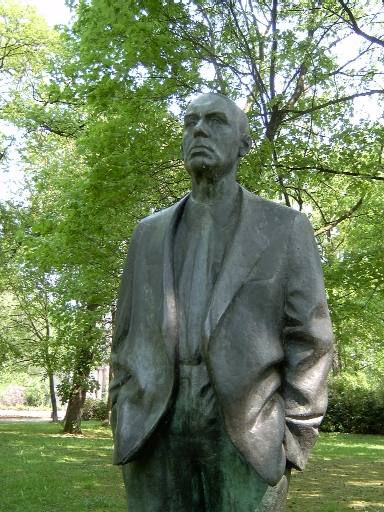
ヨハネス・R・ベッヒャーの銅像。フリッツ・クレーマー作。ベルリン・パンコウ区の市民公園にある。

1891年5月22日に、ハンス・ロベルト・ベッヒャー（独: Hans Robert Becher）はミュンヘンに生まれた。父は裁判官のハインリヒ・ベッヒャーで、ハンスは彼を政治的には「ドイツの愛国心に何となく気分的に同調しているか、そうでなければ政治に無関心である」としていたものの、ベッヒャー家では君主への忠誠が重要視され、民族的熱狂は最上位の義務と考えられており、その敵は社会主義者か、社会民主主義者であった。勤勉さと義務の遵守は、父の人生哲学であり、「プロテスタントで、官僚的で、プロイセン的で、軍国主義的なエスタブリッシュメント」の一部であった。
しばしば癇癪を起こした父親の教育は厳格であり、ハンスはその成果主義的抑圧をほとんど受け入れることができなかった。彼の逃げ場となったのは、文学や詩の興奮を教えてくれた祖母であった。学校での成績がいつも悪かったため、父はハンスに、スポーツに熱中していた息子が気に入った将校のキャリアを選んだ。しかし、しだいに詩人になりたいという夢ができ、父と息子の間で激しい対立ができることになった。
若者らしい絶望のなかで1910年に、7歳年上の初恋相手のフランチスカ・フース（Franziska Fuß）と一緒に、心中を行ったが未遂となった。ピストル自殺した劇作家のハインリヒ・フォン・クライストの影響で、彼もピストルでまずフランチスカを撃ち、それから自分も撃ったが、彼女は重傷、ハンスは3ヶ月間生死を彷徨ったものの生き残った。刑法51条に基づき心神喪失扱いとなり、逮捕されなかった。

### 滅亡と勝利
この時代、父の支配の代わってモルヒネの支配を受けるようになった。ハインリヒ・F・S・バックマイヤーと一緒に、医学の研究を志願するためにベルリンに行き、お金が無かったために、貧しい東ベルリンに住んだ。ハインリヒ・フォン・クライスの死後100年を記念して、ベッヒャーは最初の詩『Der Ringende』を一緒に新しく設立したハインリヒ・F・S・バックマイヤー社で出版した。このときから、ハンス・ロベルトは、ヨハネス・R・ベッヒャーという名で知られるようになった。
研究は、出版のために手がつかなくなったが、それにもかかあわらず出版社の経営はすぐに終わった。1912年に彼は再びミュンヘンに戻り、両親の実家の助けを望んだ。バックマイヤーは、ヴァルター・ハーゼンクレーバーからエルゼ・ラスカー＝シューラーまで、多くの有名な表現主義者を仲間にできたにもかかわらず、経営の才能が完全に欠落していたために、すぐに破産した。わずか3年後には、出版社は競売にかけられた。
この年に、ベッヒャーは、エミー・ヘニングスと知り合い、彼女から受けた影響は、美に関するものだけではなく、モルヒネ中毒と、そのせいで生じた貧乏生活、ミュンヘン、ライプツィヒ、ベルリンの往復生活も彼女からの影響だった。沢山の禁断療法を1918年まで施したが失敗した。ハリー・グラフ・ケスラーやキッペンベルク夫妻のようなパトロンや支援者を騙すことで、なんとか生計を立てることができた。両親とは音信不通のままだった。彼は事前に何ヶ月もの給料を担保に借金もしていた。この時代に、最も重要な彼の表現主義的作品『滅亡と勝利（Verfall und Triumph）』が誕生したのは偶然ではない。
戦争と政治の時代がやってきたが、かつての銃創ゆえに、彼は徴兵を恐れることはなかった。ベッヒャーのように多くの表現主義者は、「20世紀の2つの政治的宗派である国家社会主義と共産主義のいずれかのひとつに」たどり着いていた。とはいえ、彼の政治に関する伝記は、今日でも――慎重に言えば――極めて多様に表現されている。彼の政治の関わりについては、「政治思想の痕跡は少しもない」、「革命は机上で行われた」とも、（ルクセンブルクとリープクネヒトの殺害に関して）「暴力革命との連帯感」を感じていたとも、「日常闘争」を貴族的に自制したとも言われている。ドイツ独立社会民主党とドイツ共産党へ加入したことにも、異論の余地があるようである。1918年には、弟のエルンスト・ベッヒャーがシュヴァービング霊園で自殺するという彼にとって極めて衝撃的な事件が起こった。このことは彼を更生させるきっかけになったと見られている。彼は再びモルヒネの禁断治療を受けて、今後は成功したからである。11月革命が起き、ドイツ国内が内戦的な状態になっている時代に、ベッヒャーの人生は再び軌道に乗り始めた。イェーナで彼は、他の知人・友人と違って、革命家にはならなかった。「私がバリケード上でも、演説上でも革命に参加しない」で、「インクでできたバリケード」だけに登ったので、当時の彼の短い人間関係は壊れた。
イェーナでベッヒャーは、共産主義東部連合に参加した。党への熱意は長くは続かず、カトリック教会に逃げ場を探すために脱会した。この時代の作品について彼は「いわゆる政治的表現主義の歌詞に囚われずに、試行錯誤した。私の目的は、内的に満たされたクラシックである」。
芸術的には、ベッヒャーは表現主義的な段階にあり、芸術協会であるディー・クーゲル寄りであり、特に雑誌『滅亡と勝利（Verfall und Triumph]）』、『ディー・アクツィオーン、『新芸術（Die neue Kunst）』などで作品を発表した。アルベルト・エーレンシュタインと一緒に、短い間だがクルト・ヴォルフ出版で編集者を始める。

### 共産党への入党

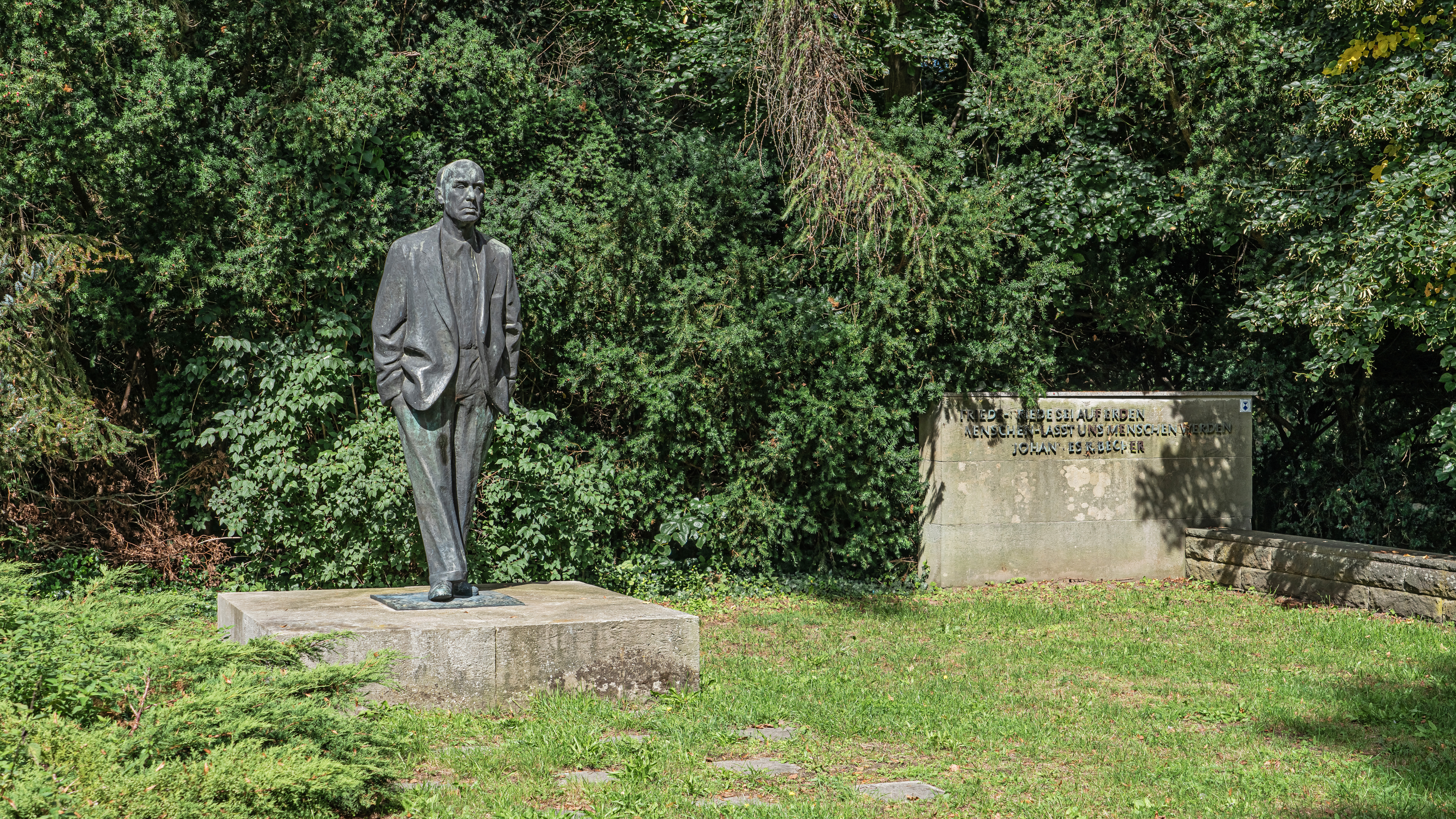
バート・ザーローにあるベッヒャーの記念碑

ベッヒャーが共産党に舞い戻ったのは、1923年である。アメリカの富豪である画家の娘のエーファ・ヘルマン（Eva Herrmann）と別れた後、再び支配的な父親像への反感が彼に芽生えた。彼女の父フランク・ヘルマンは、ベッヒャーとの結婚を許さなかったからであるが、同時にそのとき、裕福で教養のあるブルジョワへの反感も覚えた。さらに1923年のハイパーインフレは、彼が左翼へと方向転換するきっかけになった。放浪生活のあと、最終的にベルリンに引越し、ロベルト・ムージルやリオン・フォイヒトヴァンガーなどの左翼的知識人と交際する。1923年3月に、再び共産党員になり、自分の生活に構造があることを知るのが楽しくなった。「かつての自分のだらしなさには、身の毛がよだつ思いである。なんとかこの道を見つけ出したことは、本当に、本当に嬉しい」。文学と政治を分けて考えることが彼にとって難しくなればなるほど、ますます彼はもはや何も望まなくなった。
彼のブルジョワ的な教養と、日和見主義的な態度のような礼儀作法は、結局のところ党内部では出世の道を切り開くことになった。彼が頭角をあらわすことになったのは、激動の歴史状況、ヴァイマル共和国での共産党の政治的方針転換であった。当初は、詩作から離れて社会問題を解決しようと考えていたものの、党からの依頼を受けて『レーニンの墓で（Am Grabe Lenins）』のような詩や記事を書き、党の詩人として急速に存在感を増していった。芸術の課題は、「全てのブルジョワ的思考と存在形式を暴露し、脱構築すること」にあると考えるようになった。共産主義者の文化政策は、最初から崩壊していた。レフ・トロツキーによれば、プロレタリア芸術は、まず資本主義を克服してから可能になるということだが、それはドイツではまだ遠かった。ベッヒャーは、ここに、「芸術を全政党の模範にしたがって、ボルシェビキ化する」チャンスを見出すことになった。
ベッヒャーは共産党の新党首ルート・フィッシャーと、党の報道官であったゲルハルト・アイスラーにも接近し、その妻ヘーデ・アイスラー（Hede Eisler）とも知り合って、共産党の中央委員会に入ったが、ルツ・フィッシャーの失脚後に、彼はその支持者として苦境に立たされたため、彼を見限り、ちょうどいいタイミングで、「ソ連に敵対的なトロキズム的態度」を認めた。共産党内部で抗争を繰り広げるだけでなく、ヴァイマル司法当局とも闘争しており、社会民主主義の政権交代が行われるまで、共産党は非常に多くの訴訟を抱えていた。ヨハネス・R・ベッヒャーも、5日間に及ぶ拘留のあとに落ち着きを取り戻し、彼にかけられた国家反逆罪は撤回となった。
ベッヒャーのような共産主義者に限らず多くの人も、ソ連が産業を際限なく成長させているように思えたので、「父スターリン」の産業政策・社会政策を支持し、そこに未来を見ていた。まだベッヒャーに対する捜査が続いているあいだに、彼はロシア革命10周年記念のソ連に初めて旅行したが、そこでの視察プログラムでは、大きな社会問題へと注意は向けられなかった。ロシアで培った理念は、いかに詩が「階級に自覚的なプロレタリア」をもたらすのかということであった。集会では、一緒に詩が読まれたり、シュプレヒコールとして挙げられたりした。1928年、プロレタリア的・革命的作家連盟が結成され、ベッヒャーはその議長になったが、日常業務には全く関わろうとはせず、自分の地位に相応しくない活動には殆ど興味を示さなかった。彼にとっては、連盟の議長として、「クレムリンの脈」に居続けることには特別な意味があった。党首のエルンスト・テールマンが多くの方針転換をしたことで、絶え間ない綱渡り状態になった。連盟の方針をめぐる闘争は、例えばアルフレート・デーブリーンやクルト・トゥホルスキー、ベルトルト・ブレヒトのような左翼ブルジョワ的でリベラルな作家が問題の中心であった。彼らは何度もきつく批判され、「ブルジョワ作家を味方に付け、我々を阻害するな！」というコミンテルンの命令を受け取った。方針転換をベッヒャーはいつも完全に成功させたというわけではなく、彼も1930年には4ヶ月、党中央から追放された。この時彼は、ベルリンを最終的に見限ることを確信した。どのくらいベッヒャーの上層部に対する盲従がどの程度であったかは、産業政党に対する公開裁判時の彼のコメントに現れている。「我々、プロレタリア詩人は、……世界の最初のプロレタリア国家であるソ連が有害な人間や破壊工作員を根絶しようという意志を歓迎する」。
1929年のブラック・フライデーによって、「最大の敵である資本主義」は崩壊した。世界金融恐慌でうまい汁を吸ったのは、ナチスとドイツ共産党であり、支持者が極めて増加したことを喜ぶことができた。1930年9月の総選挙で、ナチスはドイツ社会民主党に次いで二番目に大きな政党になったにもかかわらず、テールマン体制化の共産党では、これまでと同様に敵は「社会ファシズム」である社会民主党であるということになっていたため、共産党はナチスの権力掌握に対する準備ができていなかった。共産党幹部であったベッヒャーは、すでに長いあいだ突撃隊のブラックリストに載せられていたため、偽造パスポートで1933年3月にチェコスロバキアへと脱出し、そこで妻のロッテと息子のハンス・トーマスが待った。夫婦生活は長いあいだ壊れていて、妻ロッテは息子とイギリスに引っ越していたため、最初にして最後の再会を果たしたのは、1950年12月になってからであった。

### 亡命時代
「わたしがドイツ国外に住まなければならなかった12年間は、自分の人生のうちで最も過酷な試練であった。そう言ってよければ、それは地獄ではないにしても煉獄だったと言いたい。しかし、私が完全なドイツ人であったことで、よくないことも起こった。私はどこでも適応できなかったし、実際、12年間、再び故郷に帰れるようになるのをずっと待っていた」。突撃隊から逃れていることを喜んで、後にベッヒャーは故郷を失った12年間についてしぶしぶと語った。1933年4月にモスクワに到着し、全力で亡命団体の再組織化に取り込んだ。ナチスという共通の敵がいたため、共産主義者と社会主義者の統一戦線という考えも、注目を浴びた。ハンス・アイスラーが1934年に統一戦線歌を作曲したことは、その証拠である。ベッヒャーがコミンテルンからの受けた依頼は、文学的統一戦線を作ることであった。このため、彼はヨーロッパを駆け巡り、トーマス・マンやハインリヒ・マン、ロベルト・ムージル、ベルトルト・ブレヒトなどのようなたくさんの亡命者と連絡を取るために、多くの時間をパリで過ごした。ベッヒャーが統一戦線の考えを全く信じていなかったことは、エルンスト・オットヴァルトに宛てた手紙を見ると明らかである。「我々は、社会民主主義に対する戦いをナチスに任せているだけで良いのだろうか？」ということを彼はまだ1934年2月に書いている。ソ連作家の組合会議で彼は演説し、統一戦線一色に染まっていたにもかかわらずである。
ソ連では、社会主義リアリズムが称揚され、急速に親しまれていた。しかし、このころスターリンの粛清の犠牲者が出るようになった。モスクワのドイツ事務局にいたベッヒャーの連絡員も、一晩の内に消えてしまった。党指導部からの電報が9月5日のパリに届き、ベッヒャーは再びモスクワへ帰らなければならなくなった。良い知らせは何もないだろうということを完全に察知していたものの、コミンテルンからは財布の紐を閉められたので、結局彼は命令に服従しなければならなかった。モスクワに戻ると、大粛清はどんどんと広がっていった。スターリンの被害妄想は亡命作家たちにも及び、彼らは全員、綿密な審査を受けた。ドイツのソ連亡命者の75%が殺害されるか、ソ連の強制収容所グラグで行方不明になったのに、すでに雑誌『国際文学（Internationale Literatur）』の編集長であったベッヒャーが、どうして「粛清」を無傷で免れたのか、充分にわかっていないが、結局のところ、ヴィルヘルム・ピークのような党幹部のおかげであった。彼は熱中した幹部となり、ビクビクしながらスターリンに献身した。「私がスターリンを尊敬して愛したのと同じくらい、ソ連で体験しなければならなかった出来事に私は心を奪われていた。それについて何も知らなかったなどと言い訳できないし、それについて何も知りたくなかったと主張できない。何となく、ええ、私は知っていた！」。彼が大粛清の時代について書いたのは、フルシチョフがソ連共産党第20回大会で演説した翌年の1957年であった。
いつもベッヒャーは、ソ連をアメリカやスウェーデンの方に向かせておくのも悪くないと考えていた。自分の作品は、当時のソビエト美学に追従し、国民的価値と伝統を自覚していた。多くのドイツ亡命者にとって悲劇だったのは、1939年の独ソ不可侵条約であった。一瞬にして反ファシズムの論調がメディアから消え、およそ1,200人の亡命者がゲシュタポに引き渡された。ヴァルター・ウルブリヒトのような官僚的な党の模範的人物だけが次のように言うことができた。「独ソ両国民の友好関係を壊そうと陰謀を企む人は、ドイツ国民の敵であり、イギリス帝国主義の協力者という烙印を押される」。ドイツ軍が1941年にソ連に奇襲攻撃をかけるまで、仮想敵は金融資本主義でなければならなかった。まだソ連に居続けたドイツ人作家たちには、ベッヒャーは最も権威があり、重要な人物であると思われていた。戦争の混乱期に、ドイツ国防軍からの避難と、ドイツ共産党指導部の会議は、ホテル・ルックスへと移った。1944年秋、ドイツ帝国の敗戦が濃厚になってきとき、そこで新しいドイツを作るための労働委員会が設立された。そこにはヴァルター・ウルブリヒトやヴィルヘルム・ピーク、ヘルマン・マテルンのような、後のドイツ社会主義統一党（SED）幹部が大勢いた。文化生活再建の担当することになったのは、ベッヒャーやアルフレート・クレラ、エーリヒ・ヴァイネルトだった。12年間の亡命生活が終わり、1945年7月にベッヒャーはようやく故郷に帰る事ができた。

### ソ連占領地域・東ドイツ時代

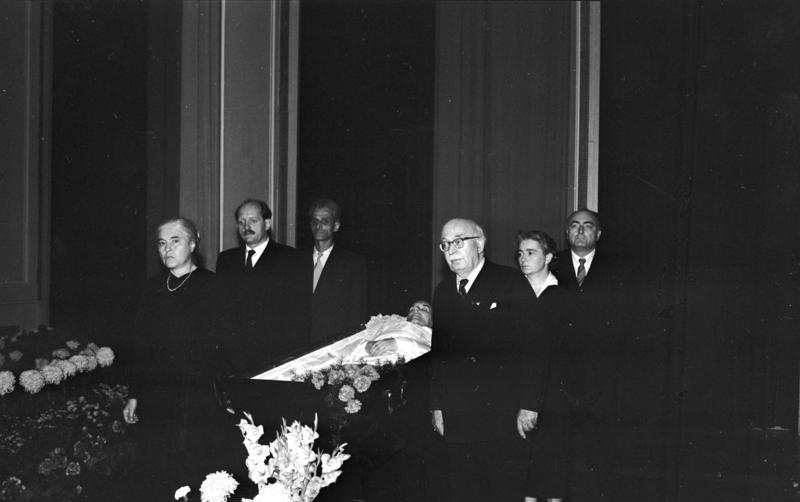
ベッヒャーの遺体安置（1958年）。左からアンナ・ゼーガース、エルヴィン・ストリットマッター、アルノルト・ツヴァイク、イェアンネ・シュテルン、シュテファン・ハイム

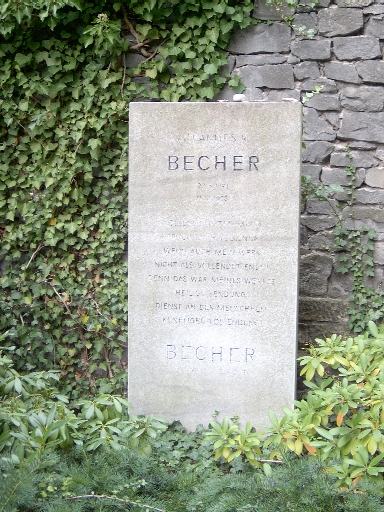
ベルリンのドロッテーンシュテーティシャー墓地にあるベッヒャーの墓

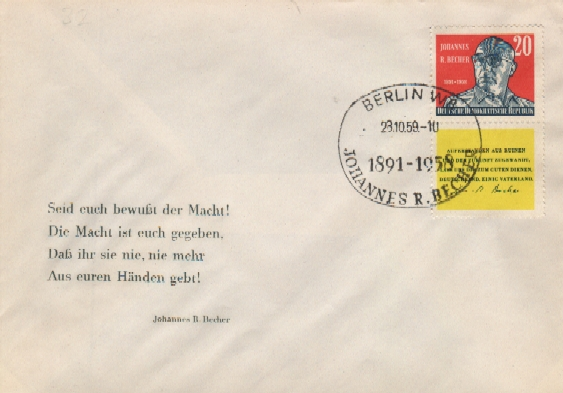
死後１周年の1959年に投函された手紙。切手シートのなかに20ペニヒの記念切手が貼ってある。

ソ連占領地域で新しく文化を始めることがベッヒャーの仕事であった。そのことは前年度から決まっていて、スターリンが彼をベルリンに派遣した。ベッヒャーが帰国してまもなく、ドイツの民主的改新のための文化連盟が設立され、彼はその議長になった。文化連盟は、共産主義的な大衆組織ではなく、多くの知識人や左翼的ブルジョワ階級などが集まる比較的リベラルな組織であると評価されていた。明確なのは、ベッヒャーが共産党の中東委員会メンバーであり、SEDの幹部である限り、文化連盟は共産党の目的とは矛盾しなかったということである。
文化連盟の議長として、ベッヒャーが特に努力したのは、亡命している芸術家たちにドイツへの帰国を説得することであった。例えば、マン兄弟（トーマス、ハインリヒ、クラウス）やブレヒト、ヘッセ、フォイヒトヴァンガー、アイスラーなどの国外亡命者だけでなく、エーリッヒ・ケストナーやヴィルヘルム・フルトヴェングラーなど「国内」に居続けた人をもその対象であった。ベッヒャーは文化連盟を東西両ドイツを含む全国組織と位置づけようとしたが、まもなくドイツは東西冷戦の最前線となった。西側の視点からすればベッヒャーはソ連の操り人形であり、国内からは政治的な逸脱者と見られた。そのため在独ソ連軍政府（SMAD）は、ベッヒャーを党の路線に忠実な同志に交代させるよう催促した。しだいに彼は西側メディアとSED指導部の矢面に立つようになり、最終的には非常ブレーキを引かなければならなかった。彼は党員資格証よりも自分の意見を犠牲にした。彼にとって党は最後まで祝福と呪いの両方であり続けた。文化連盟を党のプロパガンダ機関に格下げすることへの抵抗は消えていった。第二次世界大戦後にベッヒャーは、国際ペンクラブに東西両ドイツの作家を登録しようとした。文化連盟と同様に、ここでも彼の希望はかなわなかった。1950年に東西両ドイツの国際ペンクラブ内で様々な対立が起こった。3人の議長のうちの一人として、彼は集中砲火にさらされた。実際には非政治的だった連盟の事務局をたびたびスターリニズムの政治劇場として利用し、東ドイツの司法局を擁護していたからである。彼への非常に多くの圧力があったにもかかわらず、彼はペンクラブの議長を辞任しようとはせず、双方でネガティブ・キャンペーンを張ったために、結局はドイツ・ペンクラブは分裂した。
ベッヒャーにとって詩は「政治の補助器具」になると、ある若い歴史がデーブリーンの雑誌『黄金の門（Das Goldene Tor）』に書いており、非難は完全に手に負えなくなっていた。この時代の作品には、例えば、政治局の注文の依頼である東ドイツ国歌や1950年のカンタータのための台本などがある。作品の焦点が、「平和のための闘争、ドイツの民主的統一のための闘争、反ファシズム的・民主的秩序の安定化のための闘争」に向けられていたので、その忠誠が認められ、1950年7月の第3回SED党大会で、ベッヒャーは中央委員会に選出される。その後の時代は、ベッヒャーにとっては、外見上は政治で出世していたが、詳しく見ると、闘病の時代であり、政治的にも文学的にも衰退の時代であった。「ベッヒャーは最も偉大な詩人であると、みんなは言う。それにはいつも賛成している。彼は確かに最も偉大であった。つまり、生きているうちに最も偉大に死んだ詩人であった。彼の詩を聴く人も読む人もいない。だが、彼は生きたし、書いたのだ」。手厳しいが決してでっち上げてはいない意見である。
1954年1月に、ベッヒャーは初の東ドイツ文化大臣になり、補佐はアレクサンダー・アブッシュとフリッツ・アペルトであった。大臣任命には、特に二つの外的な影響が関係している。スターリンの死と東ベルリン暴動である。政府の側からは、文化大臣のポストは重要なものであり、依然としてドイツ統一の支持者であったベッヒャーは、ニキータ・フルシチョフの就任によって始まった小さな政治的緊張緩和の時代に、東西の対話を企画し、再びドイツの文化的統一という考えは注目を浴びた。しかしこの努力の全ては党のせいで、すぐに水泡に帰した。
1956年のフルシチョフの党大会での演説とハンガリー動乱という2つの事件は、ベッヒャーにとって命取りとなった。フルシチョフの演説で、東ドイツでは反スターリンの反対派が結成されたが、ベッヒャーはそこに所属していなかったものの、その計画を知らされており、反対派には共感もしていた。反対派はハンガリーでの介入も計画しており、ベッヒャーは同僚と一緒に、長年の友人であるルカーチをハンガリーから救い出そうとしたが、ベッヒャーのナイーブな性格のせいで失敗した。SED指導部は、非常に不安定であり、ヴァルター・ウルブリヒトは多くの党の同志を失脚させ、ベッヒャーは名目上は肩書きと役職を維持していたが、権力を奪われ、アレクサンダー・アブッシュと大臣の職を交代することになった。『詩的原理（Das poetische Prinzip）』のなかで、社会主義は「私の人生の根本的な誤り」だったと振り返っている。
1958年10月11日に悪化したがんの手術を受けたが死去。党、特にウルブリヒトは、ベッヒャーを「新時代の最も偉大なドイツ詩人」として賞賛し、弔いの言葉を述べた。ベッヒャーは「葬儀で大衆を退屈させ」ないで欲しいし、「公的な表彰」も止めてほしいという遺言を出していたが、東ドイツの作家で初めての国葬が行われ、その意志は完全に無視された。
1955年に設立されたライプツィヒの文学研究所は、1959年にヨハネス・R・ベッヒャー文学研究所と改称した。東ドイツのたくさんの学校や通りでも、彼の名前が入っている。

## 作品
- Der Idiot, 1913
- Verfall und Triumph, 1914
- Verbrüderung, 1916
- An Europa, 1916
- Die heilige Schar, 1918
- Gedichte um Lotte, 1919
- Gedichte für ein Volk, 1919
- An Alle!, 1919
- Ewig im Aufruhr, 1920
- Mensch, steh auf!, 1920
- Um Gott, 1921
- Arbeiter Bauern Soldaten – der Aufbruch eines Volkes zu Gott, 1921
- Drei Hymnen, 1923
- Am Grabe Lenins, 1924
- Vorwärts, du Rote Front, 1924
- Levisite oder der einzig gerechte Krieg, 1925 komplett lesbar als HTML
- Maschinenrhythmen, 1926
- Die hungrige Stadt, 1927/28
- Im Schatten der Berge, 1928
- Der große Plan. Epos des sozialistischen Aufbaus, 1931
- Deutscher Totentanz 1933, 1933
- Deutschland, ein Lied vom Köpferollen und von den Nützlichen Gliedern, 1934
- Gewißheit des Siegs und Sicht auf große Tage. Gesammelte Sonette 1935–1938, 1939
- Wiedergeburt, 1940
- Abschied, 1940
- Deutschland ruft, 1942
- Schlacht um Moskau, 1942
- Dank an Stalingrad, 1943
- Das Sonett, 1945
- Ihr Mütter Deutschlands..., 1946
- Heimkehr, 1947
- Wiedergeburt. Buch der Sonette, 1947 (1987 in der Insel-Bücherei Nr. 1079 - ISBN 3-7351-0084-8)
- Die Asche brennt auf meiner Brust, 1948
- Neue deutsche Volkslieder, 1950
- Auf andere Art so grosse Hoffnung (Tagebuch 1950), 1951
- Schöne deutsche Heimat, 1952
- Zum Tode J. W. Stalins, 1953 Lesbar hier
- Der Weg nach Füssen, 1956
- Schritt der Jahrhundertmitte, 1958
- Lenin,(Jahr unbekannt)

## 映画化
- Familie Benthin (Regie: Kurt Maetzig und Slátan Dudow), DEFA, 1950
- Der Weg nach Füssen (Regie: Fritz Bornemann), DFF, 1962
- Abschied (Regie: Egon Günther), DEFA, 1968

## 遺作
- Johannes-R.-Becher-Archiv der Akademie der Künste Berlin